# Castianeira mexicana
Castianeira mexicana is een spinnensoort uit de familie van de loopspinnen (Corinnidae).
De wetenschappelijke naam van de soort werd in 1898 als Thargalia mexicana gepubliceerd door Nathan Banks.